# Semiothisa perconfusa
Semiothisa perconfusa là một loài bướm đêm trong họ Geometridae.